# Litania
La litania (dal latino litania, che a sua volta è dal greco antico λιτανεία, derivato da λιτή, "supplica") è una forma di preghiera della religione cristiana basata su una successione di invocazioni (di lode o di richiesta) enunciate da un sacerdote, un diacono o un cantore alle quali l'assemblea risponde in maniera predefinita.
In epoca precristiana la litania era un'invocazione generica di aiuto. Sono presenti, all'interno della religione egizia, litanie rivolte al dio Osiride.
Nella liturgia, insieme all'antifona, la litania è una «delle due forme letterarie processionali tipiche». Le processioni coinvolgevano «praticamente tutta la popolazione di una località. (...) si sono costruite, un poco per volta, come un insieme di più elementi: il corteo era diviso in sezioni, a seconda del sesso delle funzioni e del peso sociali (clero, autorità, mestieri, soldati, ecc) (...) ».
Si presenta in forma breve (come l'Agnus Dei) o lunga. 
Come forma di preghiera è nata ad Antiochia nel IV secolo e da lì si è diffusa gradualmente prima nelle Chiese orientali e poi in quelle occidentali.
È praticata sia nella Chiesa cattolica, sia in quella ortodossa sia in quella anglicana.

## Litanie particolari
Le litanie particolari approvate dalla Chiesa  e riportate nel Rituale Romanum del 1962 sono :
- Litanie dei Santi, le più lunghe litanie liturgiche
- Litanie Lauretane o Litanie della Beata Vergine Maria, le più celebri litanie non liturgiche
- Litanie del Santissimo Nome di Gesù
- Litanie del Sacro Cuore di Gesù
- Litanie di San Giuseppe
- Litanie del Sangue di Cristo
- Litanie per i defunti[4];
- Litanie per le anime del Purgatorio[4].